# Camaguán
Camaguán es una población fundada por la iglesia católica en 1768 y que hoy es la capital del municipio Esteros de Camaguán, ubicada al suroeste del Estado Guárico en Venezuela. Su población estimada para 2022 es de 29 848 habitantes.

## Historia

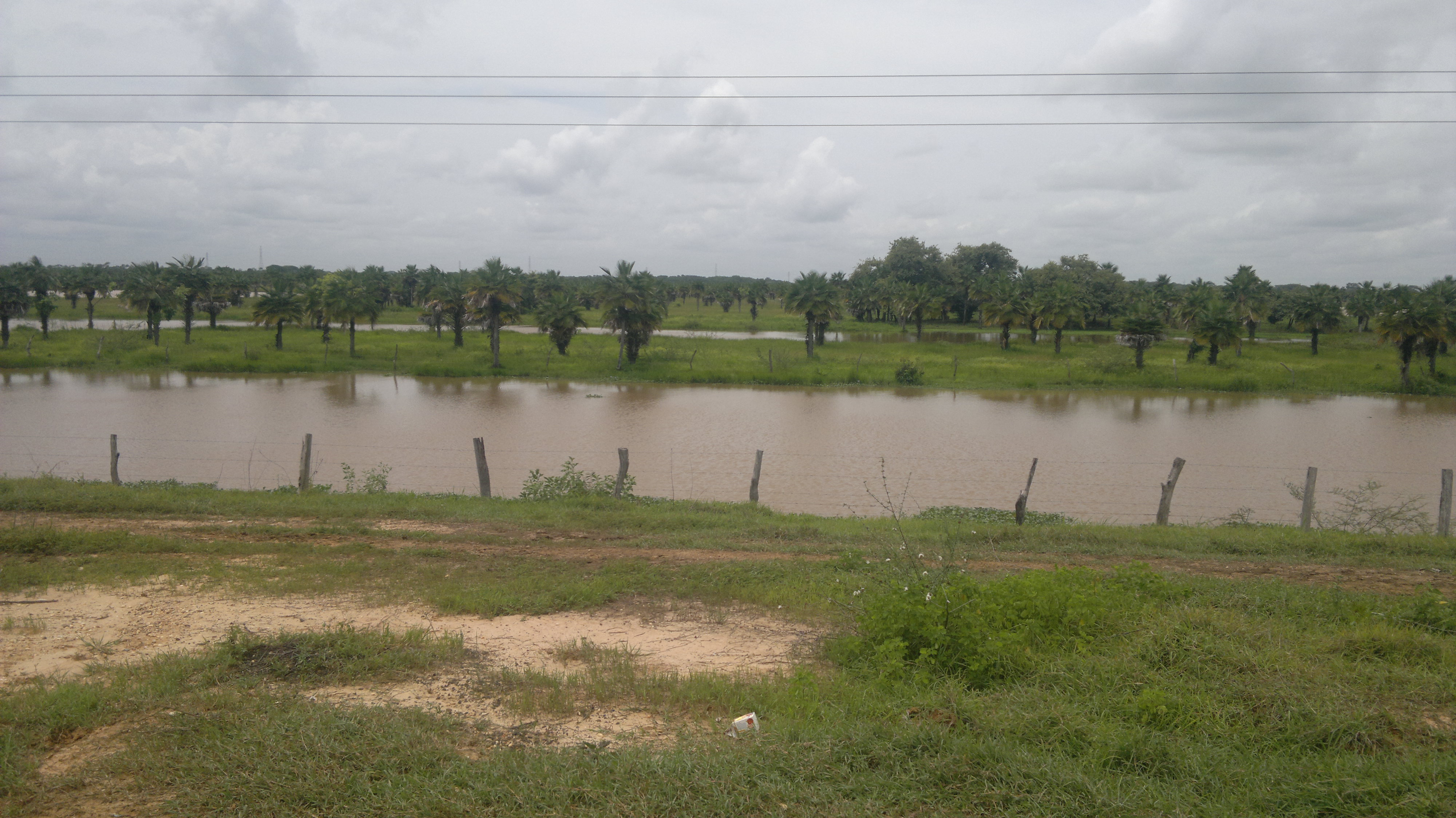
Atardecer en la Reserva de Fauna Silvestre Esteros de Camaguán

La población de Camaguán fue fundada el 24 de septiembre de 1768, por el sacerdote y misionero capuchino Fray Tomás de Castro, un sacerdote de gran devoción y piedad, sobre un médano ubicado en la margen izquierda del río Portuguesa.
El nuevo pueblo se levantó años más tarde bajo la divina advocación del santísimo Cristo: Humildad y Paciencia, con una nación de indios guamos que se hallaban reducidos en 52 familias gentiles. Para la fecha, el pueblo ya contaba con su iglesia. Monseñor Diegos Antonio Diez Madroñero, a la sazón obispo de Venezuela y por su voluntad el provisor, emitió el 24 de septiembre de 1768 un despacho formal referente a la fundación de Camaguán, quedando así establecida esta población gracias a la voluntad de aquel sacerdote misionero y de este docto obispo venezolano.
Para entonces, se confirmó oficialmente que Camaguán posee cuatro leguas de tierra que le donaron como ejidos en el año de 1973, las cuales fueron mensuradas en 1974.
Años más tarde, en la constitución de 1872, promulgada por la Asamblea Legislativa del Estado, figura Camaguán como capital del Departamento Crespo, integrado políticamente por los municipios Guayabal y Cazorla.
Hoy, Camaguán es la capital del municipio denominado Esteros de Camaguán en honor de su reserva de fauna silvestre.
Camaguán, municipio ubicado al sur del estado Guárico, es una tierra de exuberante naturaleza. Esta localidad, con sus ríos La Portuguesa, Guárico y Apure, ofrece a nativos y visitantes la majestuosidad del llano venezolano. Su mayor tesoro es la reserva de flora y fauna silvestre Esteros de Camaguán, que ofrece una rica diversidad que la ha hecho punto de referencia obligatorio para quienes desean apreciar el esplendor de la llanura con sus tres parroquias: Puerto Miranda, Uverito y Camaguán; este municipio sur es el segundo más pequeño de Guárico.

## Geografía

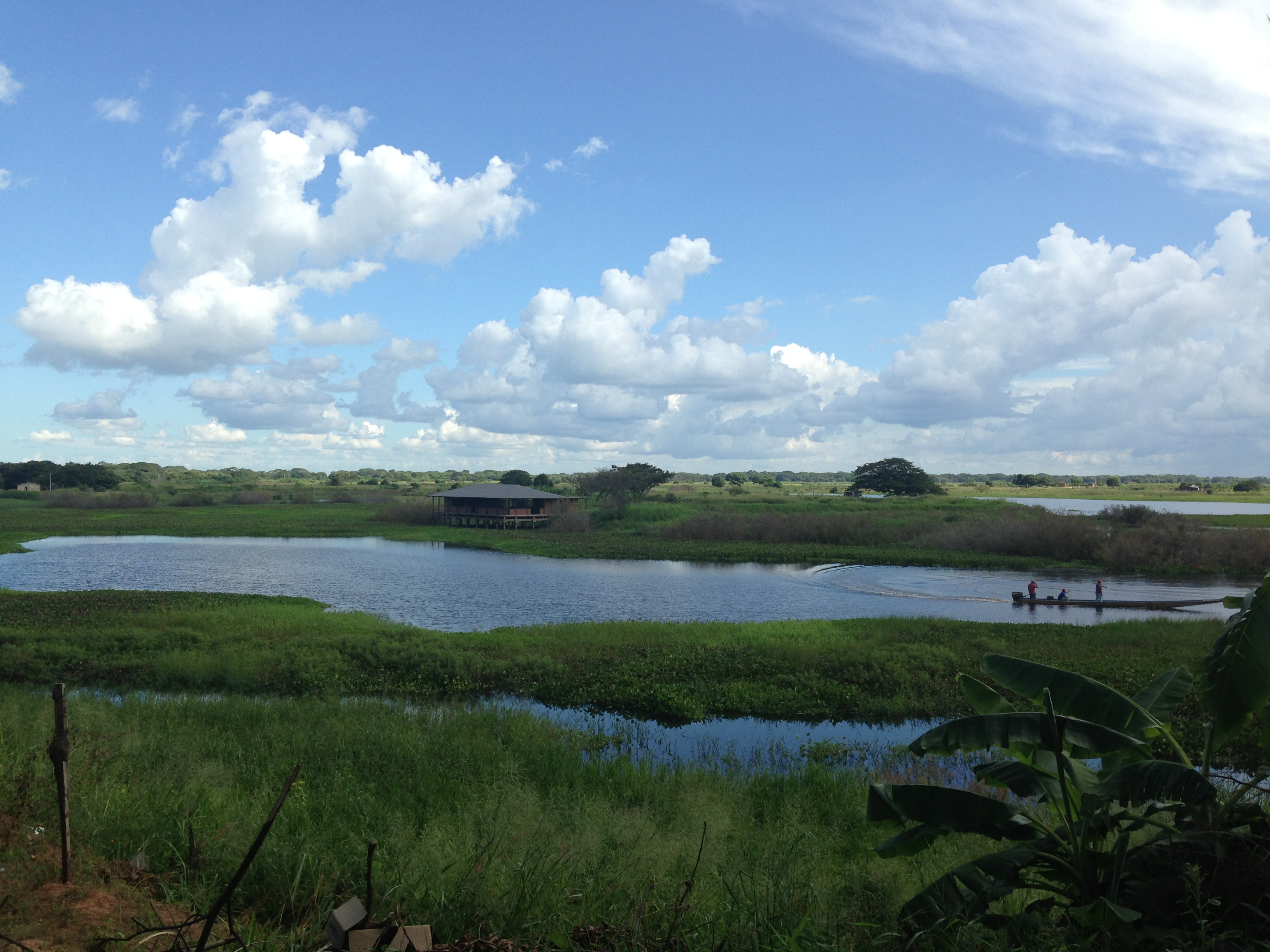
Paisaje camaguanense

El municipio Esteros de Camaguán constituye una zona anegadiza de los llanos occidentales venezolanos, caracterizada por estar sometida a un régimen hidrológico estacional, condicionado por los ciclos de lluvia e inundación.
El paisaje predominante corresponde a una llanura aluvial, estructurada en tres unidades geomorfológicas principales: banco, bajío y estero, cada una con su vegetación típica adaptada a los niveles variables de humedad y a los suelos saturados durante gran parte del año.

### Clima
En Camaguán, la temporada de lluvia es nublada, la temporada seca es ventosa y mayormente nublada y es muy caliente y opresivo durante todo el año. Durante el transcurso del año, la temperatura generalmente varía de 22 °C a 35 °C y rara vez baja a menos de 21 °C o sube a más de 37 °C.
Con base en la puntuación de playa/piscina, las mejores épocas del año para visitar Camaguán para las actividades de calor son desde finales de junio hasta finales de julio y desde finales de noviembre hasta principios de marzo.

### Hidrografía
Esta zona cuenta con 19 300 hectáreas anegadizas, aunque la totalidad de la superficie de los Esteros de Camaguán es mayor. Esta área, caracterizada por ser una de las más grandes reservas de agua en Venezuela, nace de diversos afluentes de la cuenca hidrográfica del Orinoco, como los ríos Portuguesa, Capanaparo y Apure, que otorgan el característico tono oscuro a sus aguas.

### Fauna
Camaguán posee una gran diversidad de animales entre ellos están:
Aves
Los esteros de Camaguán posee la mayor diversidad de aves en la región de los llanos entre ellos están; las diversas especies de garzas, gabanes, garzas paletas, garzones, diversas especies de tucanes, gavilanes y colibríes.
Reptiles

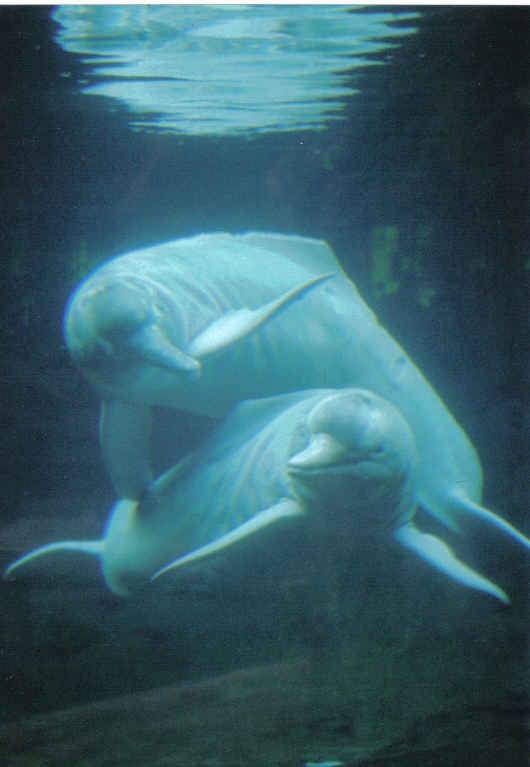
Toninas

En reptiles, las especies que se pueden conseguir en los ríos Portuguesa y Guárico, en territorio camaguanense son: yacarés, anacondas, boas constrictoras, tortugas matamata, galápagos y caimanes del Orinoco.
Mamíferos
Las especies de mamíferos que son comunes en Camaguán son: las toninas o delfines del Orinoco (en invierno; en peligro crítico de extinción), los chigüires y los cachicamos o armadillos gigantes.

### Flora
Camaguán se caracterizan por poseer una vegetación típica de los llanos y sabana con abundantes palmeras, árboles , nenúfares , plantas herbáceas, plantas carnívoras y arroz que suele crecer naturalmente, en invierno la mayor parte de la vegetación reciente muere debido al aumento del agua.

### Ecología
La zona posee producción de arroz, así como áreas destinadas a la piscicultura en las cuales se crían especies como bagres, cachamas, bocachicos, palometa, chorrosco y mije. La pesca se realiza durante todo el año, y cuando las aguas bajan los peces se concentran en lagunas. Los esteros de Camaguán ofrecen también otras actividades recreativas como paseos en lancha.

### Recursos minerales
0. Gas
3. Hierro
2. Bauxita
1. Petróleo

## Esteros de Camaguán
En este sector funciona la Reserva de Fauna Silvestre Esteros de Camaguán. Declarada por el Ejecutivo nacional, mediante Decreto Presidencial número 729 de fecha 9 de marzo de 2000, publicado en la Gaceta Oficial número 36.911 de fecha 15 de marzo de 2000.

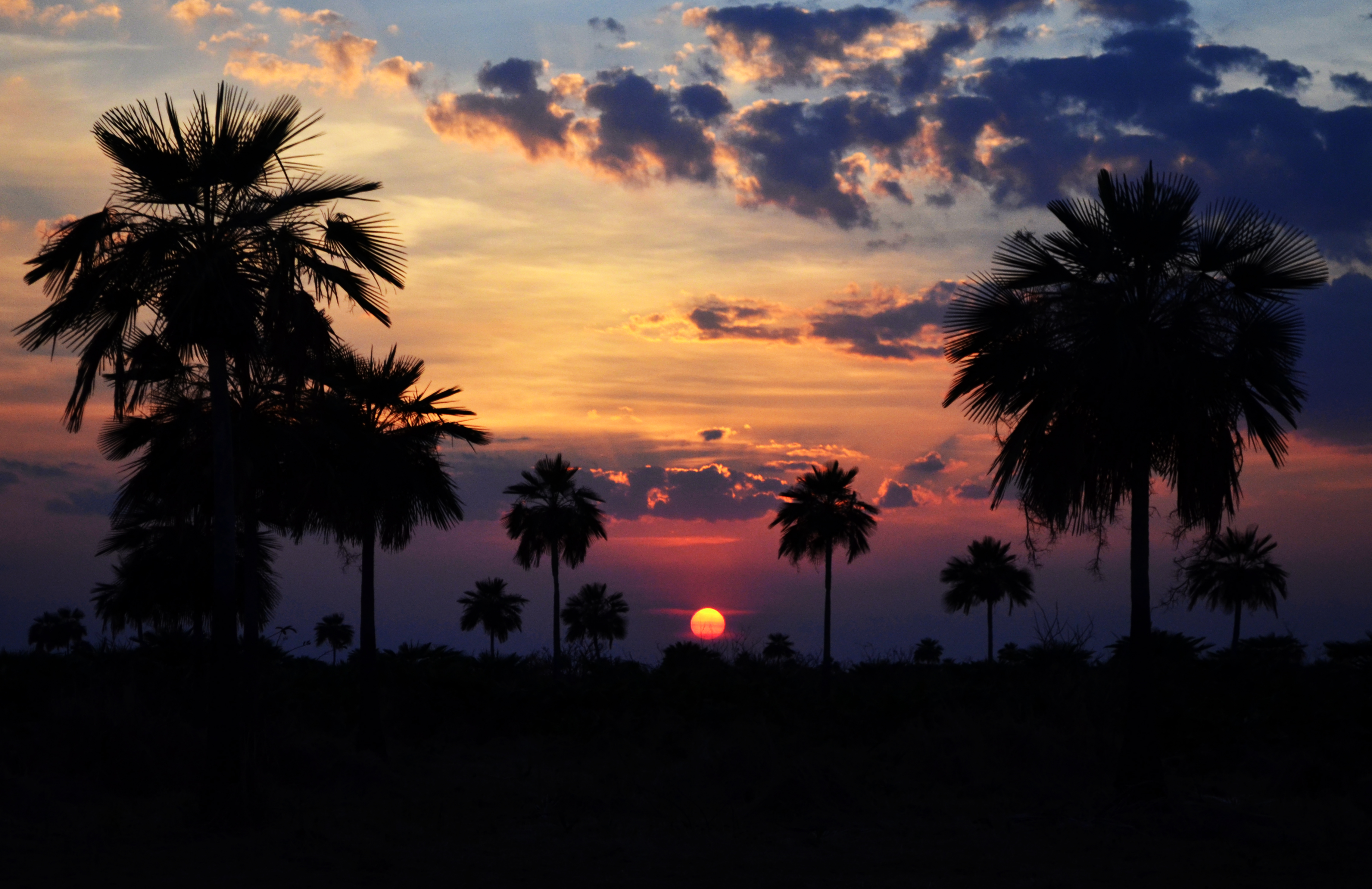
Crepúsculo en los Esteros de Camaguán

Esta reserva se encuentra ubicada entre los municipios Francisco de Miranda y Esteros de Camaguán, con una superficie de 19 300 hectáreas aproximadamente. Los Esteros de Camaguán constituyen una zona anegadiza de los llanos occidentales sometida a un régimen estacional. La precipitación promedio anual es de 1600 mm, y la temperatura promedio anual es de 27 °C.
En la vía que va desde San Fernando de Apure a Calabozo, podemos ver como el agua dibuja los Esteros de Camaguán, sabanas inundables en invierno, plenas de naturaleza y color, verdes por la vegetación exuberante y las grandes extensiones de pastos. Múltiples tonos vibrantes de cientos de aves, que plasman los matices de sus vuelos sobre el cielo azul del estero.
Son las aguas crecidas del río Portuguesa las que llenan de vida, en cada temporada de lluvias, estos esteros, ubicados al suroeste del estado Guárico, que incluso son navegables en invierno.
Y es que cuando las aguas cubren buena parte de los palmares y los morichales, el paisaje del estero se vuelve más hermoso, lleno de distintas especies de garzas y variedad de pájaros; mamíferos y reptiles que habitan este paraíso llanero y se suman a su mágico ambiente, como las toninas del Orinoco, mientras el agua dibuja los Esteros de Camaguán.
Desde el paisaje conformado por pozos de agua y un cielo teñido de hermosos colores durante sus amaneceres y atardeceres, la luna reflejada en los esteros anegados en invierno, hasta las tolvaneras que en verano recorren con sus aires secos la verde sabana, los Esteros de Camaguán constituyen un regalo más de la naturaleza a la tierra venezolana.
En temporada de sequía, cuando el terreno está muy seco, caliente y polvoriento, se observan remolinos de polvo y viento, son las tolvaneras que caracterizan ese momento de la vida en los Llanos. También son comunes los “espejismos” que a lo lejos parecen lagunas, donde el cielo y la sabana se unen.
El atardecer en los esteros es un espectáculo que se repite todos los días, con lluvia o sin ella. Las garzas llenan los árboles preparándose para pasar la noche, mientras el sol se oculta en el horizonte, tiñendo el cielo de increíbles colores y diferentes tonalidades.
Las estampas llaneras de los Esteros de Camaguán han sido fuente de inspiración para artistas y cultores, quienes, extasiados ante la belleza de este humedal, plasmaron, en distintas manifestaciones, como homenaje a esta tierra.
El agua que dibuja los esteros en las pinturas de Cástor Vásquez, conocido como el «Pintor del Estero», los hermosos poemas de Germán Fleitas Beroes, así como variadas canciones, desde la década de 1950, como las compuestas por Ángel Custodio Loyola, apodado «El Renco Loyola» o conocido también como «El Tigre de Masaguarito». Las popularizadas por Magdalena Sánchez o la singular voz de tenor lírico de Mario Suárez, entre ellas, «Esteros de Camaguán».
Noche de amor en el estero de Camaguán con el claror de una luna tropical, del canto de la llanura, de la brisa del palmar, comienza esta canción cuya melodía fue compuesta por el músico y arpista camaguanense, Juan Vicente Torrealba, a quien se le dedica un monumento a la entrada de su ciudad natal.
Es la llanura que va llorando en silencio porque nos vamos, esteros de Camaguán, dice otra estrofa de la letra esta canción, declarada Patrimonio Cultural del estado Guárico, escrita por su paisano, Germán Fleitas Beroes, quién le dio a Torrealba varios de sus poemas para que los musicalizara.

## Cultura

### Gastronomía

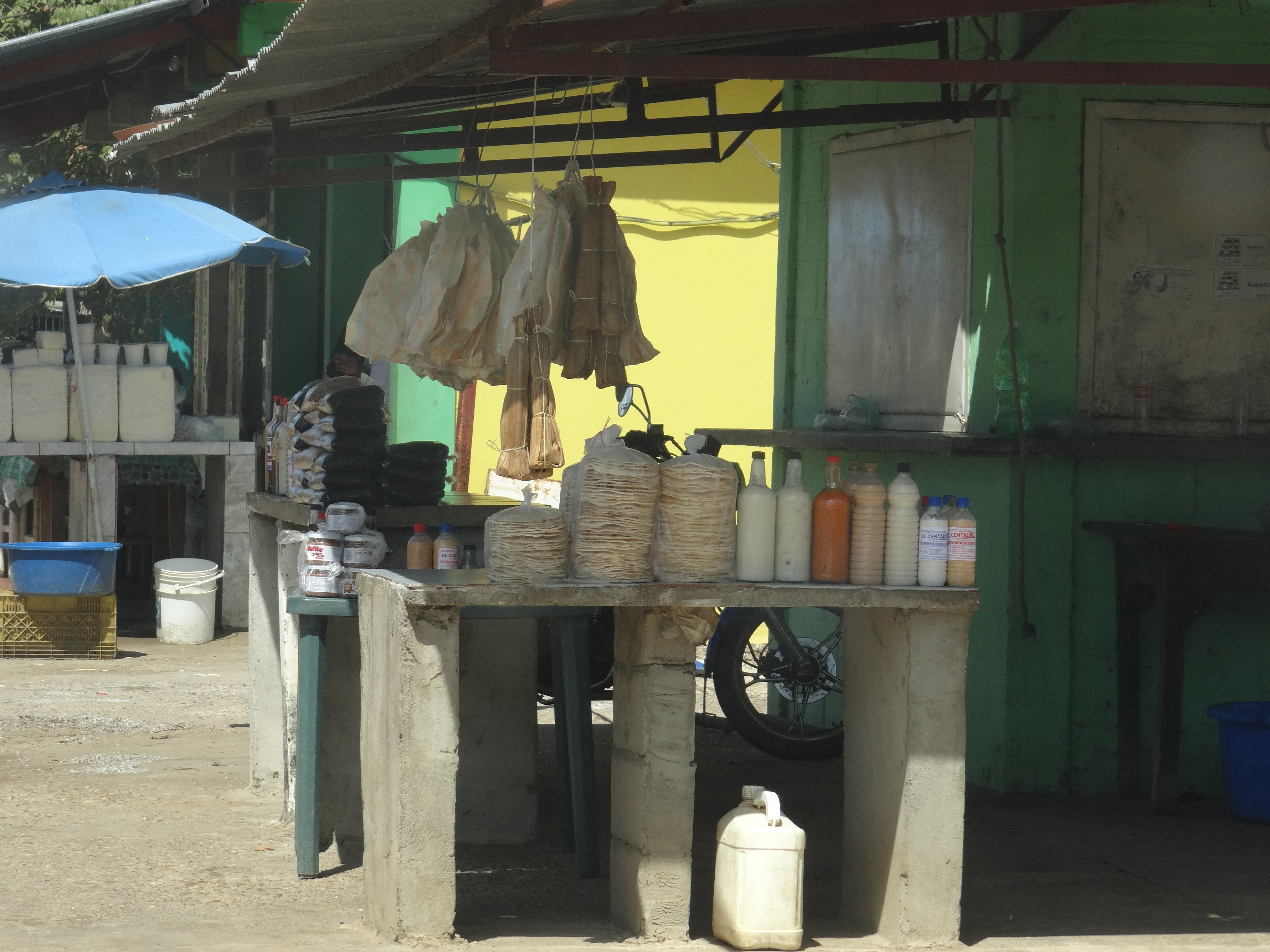
Casabe de La Negra

Estos ambientes venezolanos tienen mucho más que ofrecer que sus hermosos parajes. En esta tierra de tradición agrícola, las tortas de casabe de Camaguán son conocidas por su sabor y textura. Aquí también se puede degustar la carne en vara, quesadillas, dulces típicos y platos exóticos como pisillo de baba y el chigüire.

## Economía

### Turismo
Los esteros de Camaguán ofrecen también otras actividades recreativas como paseos en lancha y senderismo. Además, las instalaciones del Hato Terecay permiten que los niños y jóvenes practiquen casi todas las actividades que se hacen en estos lugares: caballos, piscina, kayaks. Pero además de eso durante su estadía los visitantes se codean con las actividades del hato: elaboración de queso, ordeño y el conocimiento de especies como el búfalo de agua, principal actividad a la que se dedica esta hacienda.

## Personas destacadas

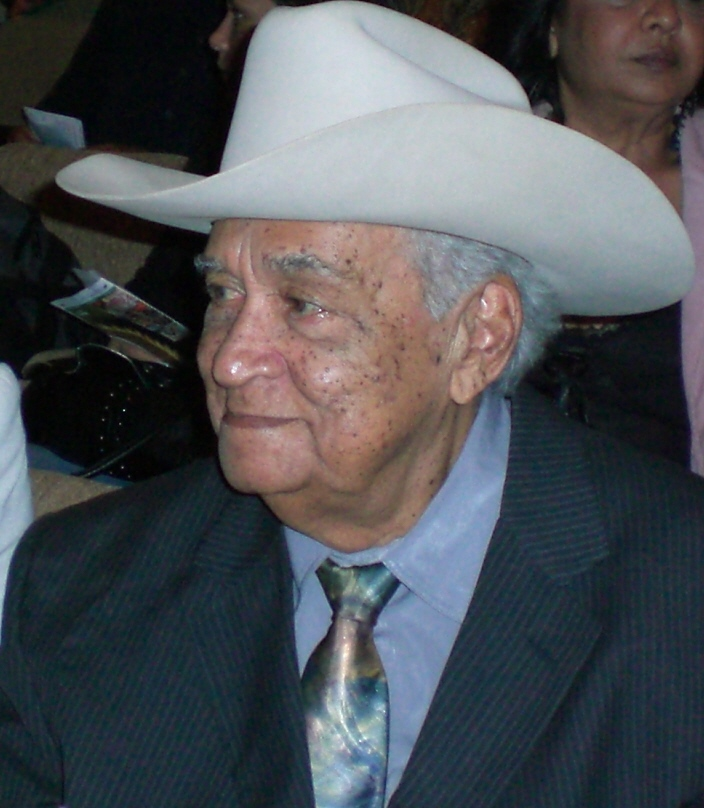
El maestro Juan Vicente Torrealba

Juan Vicente Torrealba, aunque nació en Caracas, pasó su niñez y adolescencia en el hato de su familia, cerca de esta población.

## Transporte

### Terrestre

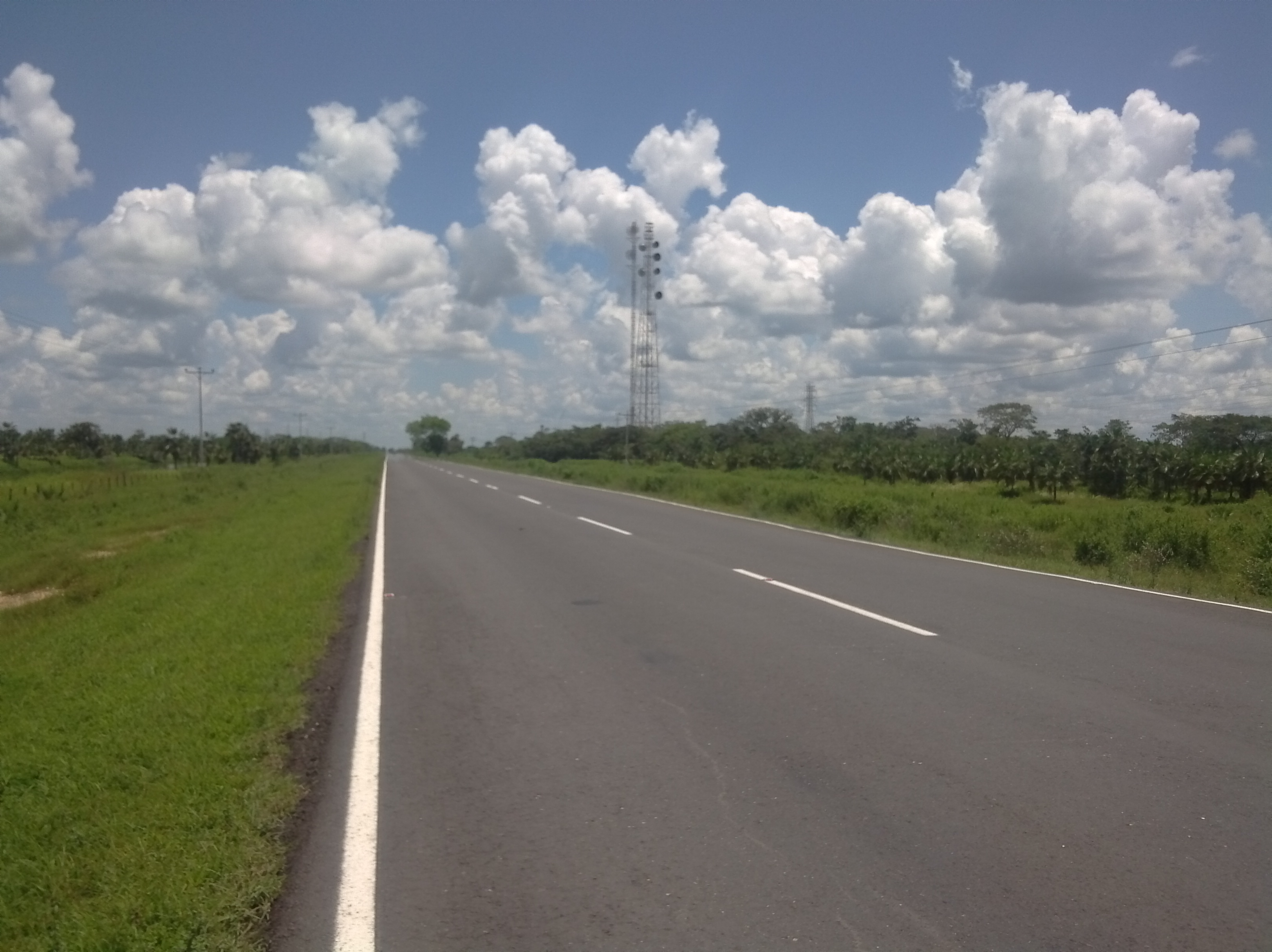
Troncal 2

Camaguán presenta grandes calles y avenidas utilizadas para el transporte público y comercial tales como la Avenida Juan Vicente Torrealba, principal arteria vial de la ciudad que recorre el área de norte a sur, se comunica con el troncal 2, Avenida Carrizalero, que es la segunda más importante de la ciudad ya que es la zona que comprende áreas industriales, desde la Avenida Juan Vicente Torrealba y hasta finalizar con su llegada al Puerto Carrizalero en la parte noroeste de la ciudad. La Avenida Camino Real es la tercera más importante de la ciudad ya que comunica parte del centro con sectores residenciales y hacia la Universidad Pedagógica Experimental Libertador (UPEL-IMPM).

## Poblaciones cercanas
- Uverito
- La Negra
- Puerto Miranda
- Punta de Mata
- Caño Falcón
- Briceño
- Las Barrancas
- Puerto Nairara
- La Burla
- Ciudad Río
- Nueva Cádiz
- Guárico
- Sombrerito
- San Bartolomé
- La Cañada
- Boca de Caño
- Maniritos
- La Caracas
- Nueva Venezuela
- San Simón
- Nueva Barcelona
- Río Barcelona
- Melila
- Ciudad Este

## Parroquias y capitales
| Nombre de las parroquias   | Capitales       | Población |
| Parroquia Uverito          | Uverito         | 9854      |
| Parroquia La Negra         | La Negra        | 4215      |
| Parroquia Puerto Miranda   | Puerto Miranda  | 15 747    |
| Parroquia Antioquia        | Punta De Mata   | 1251      |
| Parroquia Navales          | Caño Falcón     | 2524      |
| Parroquia Río Nuevo        | Briceño         | 4528      |
| Parroquia Norte de Barinas | Las Barrancas   | 1459      |
| Parroquia Portuguesa       | Puerto Nairara  | 952       |
| Parroquia San Francisco    | La Burla        | 7569      |
| Parroquia Bolívar          | Ciudad Río      | 4148      |
| Parroquia Nueva España     | Nueva Cádiz     | 5336      |
| Parroquia Miranda          | Guárico         | 19 458    |
| Parroquia Sur de Barinas   | Sombrerito      | 1854      |
| Parroquia Zamora           | San Bartolomé   | 745       |
| Parroquia La Frida         | La Cañada       | 647       |
| Parroquia Zulia            | Boca de Caño    | 1552      |
| Parroquia Alta Camaguán    | Maniritos       | 7524      |
| Parroquia Las Bajas        | La Caracas      | 451       |
| Parroquia Hugo Chávez      | Nueva Venezuela | 658       |
| Parroquia Carreño          | San Simón       | 389       |
| Parroquia Anzoátegui       | Nueva Barcelona | 4789      |
| Parroquia Los soles        | Río Barcelona   | 978       |
| Parroquia Antimano         | Melila          | 748       |
| Parroquia Santander        | Ciudad del Este | 1349      |
| Parroquia Capital Camaguán | Camaguán        | 40 032    |
| -------------------------- | --------------- | --------- |